# Saint-Mury-Monteymond
 Saint-Mury-Monteymond  es una población y comuna francesa, en la región de Ródano-Alpes, departamento de Isère, en el distrito de Grenoble y cantón de Domène.

## Demografía
| 247 | 150 | 150 | 193 | 259 | 314 |
| Para los censos de 1962 a 1999 la población legal corresponde a la población sin duplicidades (Fuente: INSEE [Consultar]) |     |     |     |     |     |